# 조강민
조강민(1996년 6월 4일 ~ )은 대한민국의 태권도 수련자이다. 그는 베트남 호치민시에서 열린 2018 아시아 태권도 선수권 대회에서 남자 63kg급에서 금메달을 땄다. 같은 해 인도네시아 자카르타에서 열린 2018 아시안게임 남자 63kg급 에서도 동메달을 목에 걸었다.
2013년 중국 난징에서 열린 2013 아시안 유스 게임 남자 62kg급 에서 금메달을 땄다. 2014년 우즈베키스탄 타슈켄트에서 열린 아시아태권도선수권대회 남자 -58에서 동메달을 획득했다. kg 이벤트. 2015년 러시아 첼랴빈스크에서 열린 2015 세계태권도선수권대회 남자 플라이급 경기에 출전했다. 그는 아르헨티나의 루카스 구즈만에 의해 두 번째 경기에서 탈락했다.